# Byšičky (přírodní památka)
Přírodní památka Byšičky zahrnovala lesní porost s rybníky a rašelinnými loukami jižně od samoty Brdík, asi dva kilometry km východně od města Lázní Bělohrad v okrese Jičín. Správa AOPK Pardubice. katastrální území: Brtev, Vřesník, Lukavec u Hořic. Přírodní památka Byšičky nyní byla zrušena a její území bylo rozděleno na dvě dílčí přírodní památky: Byšičky 1 a Byšičky 2.
Dnes zaniklá obec, který byla zlikvidována za třicetileté války. Zůstal pouze kostel Sv. Petra a Pavla, který patří k nejstarším památkám podzvičinského kraje. Původní románský kostel pochází z roku 1267 a v roce 1854 jej nechal opravit majitel panství Alfons Aichelburg. Byšičky inspirovaly básníka Karla Jaromíra Erbena k napsání balady Svatební košile.
Převážnou část území pokrývají lesní porosty více či méně přirozeného složení, na které navazuje několik rybníků s unikátními rašelinnými loukami v záplavové zóně. Další vodní plochy leží za hranicemi chráněného území. Celý komplex je důležitým biocentrem v převážně zemědělské krajině.

## Geologie
Strukturně denudační, zčásti akumulační reliéf uprostřed Bělohradské pahorkatiny. Severní část zaujímá ploché návrší Bulice (342 m n. m.) ze svrchnokřídových sedimentů, převážně slínovců a prachovců středního až spodního turonu (jizerské a bělohorské souvrství), místy překrytých reliktními štěrky fluviálního původu a štěrkopísky středně pleistocenní terasy. Niva potoka se Zákopskými rybníky je vyplněna holocenními fluviálními a deluviálními jílovitopísčitými usazeninami.

## Flora

### Květena
Lesní komplex Bulice je převážně smrkový, s roztroušenými ostrůvky přirozené dřevinné skladby, tj. s bukem lesním (Fagus sylvatica), dubem letním (Quercus robur), habrem obecným (Carpinus betulus), lípou malolistou (Tilia cordata), ojediněle i jedlí bělokorou (Abies alba). Obklopují jádro chráněného území, tj. rybníky s navazujícími slatinnými loukami.

### Rostlinstvo
Rostlinstvo chráněného území je velmi různorodé v závislosti na typech stanovišť – od lesních porostů různého složení přes rybníky a slatinné louky po suché stráně. Botanicky nejbohatším stanovištěm jsou slatinné louky svazu Caricion davallianae v okolí rybníků Zákopského, Hlubokého a Bahníku, kde rostou mj. hlízovec Loeselův (Liparis loeselii), ostřice Davallova (Carex davalliana), ostřice oddálená (Carex distans), ostřice vyvýšená (Carex elata), ostřice žlutá (Carex flava), zeměžluč hořká (Centaurium erythraea), prstnatec pleťový (Dactylorhiza incarnata), kruštík bahenní (Epipactis palustris) a bradáček vejčitý (Listera ovata). Kolem rybníků jsou vyvinuty rákosiny svazu Phragmition.
Dubohabřiny s přirozenou dřevinnou skladbou, tvořící část lesních porostů, řadí fytocenologové do svazu Carpinion. Rostou zde např. orlíček obecný (Aquilegia vulgaris), zvonek broskvoňolistý (Campanula persicifolia), lýkovec jedovatý (Daphne mezereum), jaterník trojlaločný (Hepatica nobilis), ostřice převislá (Carex pendula), konvalinka vonná (Convallaria majalis), strdivka jednokvětá (Melica uniflora), hlístník hnízdák (Neottia nidus-avis), prvosenka jarní (Primula veris) aj.

## Fauna
Lokalita je důležitým biotopem pro rozmnožování obojživelníků a plazů, mezi něž patří např. čolek horský (Triturus alpestris), ropucha obecná (Bufo bufo), rosnička zelená (Hyla arborea), skokan hnědý (Rana temporaria), ještěrka živorodá (Zootoca vivipara), slepýš křehký (Anguis fragilis) a užovka obojková (Natrix natrix).
Ze vzácnějších druhů ptáků zde hnízdí chřástal vodní (Rallus aquaticus), jestřáb lesní (Accipiter gentilis), žluva hajní (Oriolus oriolus) a další.
Území je refugiem bezobratlých v zemědělské krajině. Žijí zde mj. střevlíčci Odacantha melanura a Demetrias monostigma, kteří jsou charakterističtí pro porosty rákosu, dále bažinné druhy drabčíků (Staphylinidae) a tyrfofilní ploštice znakoplavka (Notonecta lutea).